# Ego stengods
Ego stengods var en keramikverkstad i Lidköping, verksamt från mitten av 1960-talet till februari 1983.  Till formgivarna och keramikerna som var verksamma där hörde bland andra och Willi Fischer och Tyra Lundgren.